# 新ソード・ワールドRPGリプレイ
新ソード・ワールドRPGリプレイ（しんソードワールドアールピージーリプレイ）は、2001年から2004年まで富士見書房から単行本刊行されたソード・ワールドRPGのリプレイ作品、及び、それを原作とする小説とドラマCDである。ゲームマスター（GM）および執筆は秋田みやび、監修は清松みゆき、挿絵は浜田よしかづが担当した。当初のプレイヤーキャラクター（PC）はイリーナ・フォウリー、ヒースクリフ・セイバーヘーゲン、ノリス・ウェストイック、ガルガド、マウナ・ガジュマの5人だった。その後ノリスとガルガドは抜け、エキュー、バスの2人が新メンバーとして加入した。また、終盤でノンプレイヤーキャラクター（NPC）のうち6人（うち2人は1組として1人のプレイヤーが担当した）が、臨時のPCとして用いられた。
リプレイは全10巻28話だが、雑誌掲載のみで単行本未収録の作品、ガイドブック所収のみの作品、ドラマCDの付録所収のみの作品が各1話ずつ存在する。リプレイ発表中に、へっぽこーず編とも称されるようになり、後に発表された小説シリーズなどではへっぽこの名がタイトルに冠された。

## 背景
前回の『アンマント財宝編』から数年ぶりに開始された公式のリプレイであり、この作品からタイトルに「新」と冠された。従来のソード・ワールドRPGリプレイでは経験豊富なGMを起用してきたのに対して、新ソード・ワールドRPGリプレイでは経験の浅い秋田を起用することで、初心者に敬遠されがちなGMのハードルを低くしようとする狙いがあったと秋田自身は考えていた。なお本作は、秋田の商業作品デビュー作である。監修者として清松みゆきが、全体の構成やルール面のチェックなどを行っている点も特徴である。

## 舞台
新ソード・ワールドRPGリプレイの主な舞台は、ソード・ワールドの主舞台の1つであるオーファンを中心とした中原諸国である。序盤は、もっぱらオーファン国内に留まっていたものの、その後はラムリアース王国やファンドリア王国との国境地帯も舞台となった。既存のソード・ワールドRPG用のシナリオ集や小説でしばしば取り上げられた地域を舞台としているため、読み物としての性格が強く、歴代リプレイが共通して持っていたワールドガイドとしての追加設定は、オーファンの軍制、後のシリーズにも流用された破門魔術師アルミンの登場程度に留まっている。
一部シナリオでは、同じオーファンを舞台とする『魔法戦士リウイ』とのコラボレーションが見られ、これによってソード・ワールドの世界における歴史上の年代が確定した。ただし、オーファン王家のお家騒動が描かれた『剣の国の魔法戦士』の時期は、へっぽこーずはファンを離れていたため、全く関わらなかった。リプレイ9巻で起こったある事件では、イリーナが死亡してしまいリウイシリーズにも影響を及ぼしかねない危機が発生したものの、事なきを得た。
従来のソード・ワールドRPGの公式なリプレイと違い、雑誌連載は後期の一時期を除いて行われず、ほぼ単行本のみで展開された。しかしながら過去のシリーズと比べても高い人気を得て、単行本全10巻と派生商品として小説に加え、コミック、ドラマCD、さらにはガイドブック（解説書）まで発売された。
なお、リプレイ各話のタイトルは、全て何らかの作品のタイトルのパロディである。例えば、下記の「振り向けばコボルドがいる」の場合は「振り返れば奴がいる」のパロディでタイトルが付けられた。

## PCの特徴
基本的には、イリーナを中心とした前衛の高い防御能力を活かし、そこに後方からの魔法による攻撃・支援を中心に戦う、オーソドックスな戦闘スタイルを取る。歴代リプレイパーティの中で能力値などは高い方である。豪快に戦闘で勝つシーンが登場する一方で、慎重さには欠ける点があり、うっかりボスを逃がしたりするなど肝腎な場面での失敗も度々起こし、へっぽこーずとも呼ばれるようになった。
従来のソード・ワールドRPGリプレイでは流れ者的要素の高かった冒険者達に対し、このシリーズ（およびNEXTシリーズ）のPCの大半は、リプレイが展開された舞台に密着した市民だという点も特徴である。

## あらすじ
PC達が最初に受けた依頼は「キング・オブ・ザコ」として有名なコボルドの退治だった。だが、これに油断したのか、PC達はGMが出すヒントをことごとくスルーした結果、ボスを取り逃す大失態を演じた。これ以外にも数々の失敗をしながらも、多くの協力者を得ながら次第に冒険者として実力を付け、PC達が拠点とした《青い小鳩亭》を経営する夫妻を救った。ただ、その際にパーティで死者も出し、これを機にパーティの一部が入れ替えが行われた。

その後は、ファンドリアの特殊工作部隊である「顔の無いクランズ」などが敵として立ちはだかり、陰謀に巻き込まれていった。

## 登場人物

### へっぽこーず（プレイヤーキャラクター）
「へっぽこーず」はあくまでGMや読者にとっての呼称であって、劇中でイリーナ達がそう呼ばれたことはない。なお途中でメンバー交代し、ガルガドとノリスが抜け、エキューとバスが加入してからは「ネオ・へっぽこーず」と呼ばれることもあった。
イリーナ・フォウリー
PC作成時の人間の筋力の上限値である24の筋力を持つ、ファリスの神官戦士の少女。パーティの主戦力にして前衛の壁。「ファリスの猛女」の異名を持つ。
ヒースクリフ・セイバーヘーゲン（ヒース）
皮肉屋、法螺吹き、見栄っ張り、他人をおちょくることが趣味の傍若無人な魔術師。イリーナとは母親同士が友人だったため、幼馴染の関係にある。
マウナ・ガジュマ
父親がエルフのハーフエルフの精霊使いで、狩人としての能力も有する。リプレイ開始時の年齢は20歳。ハーフエルフということで住んでいた村では冷遇されていた。養ってくれていた祖父が亡くなった後に旅に出て、行き倒れそうになったところで、冒険者の店《青い小鳩亭》に転がり込み、そこでイリーナ達と知り合った。冒険者の店が儲かることを知り、住み込みで《青い小鳩亭》でウェイトレスをしながら、店の主人夫婦であるガーディとシャナの養女となるチャンスを狙っていた。そしてリプレイ第4巻最後の事件をきっかけに、念願叶って養女となった。以後は当初の打算を抜きにして、実の家族同然の絆を結んでいった。またこの事件の時、夫婦の甥である冒険者クラウスと知り合った。ヒースとイリーナの差し金で彼とくっつけられそうになるが、以後のリプレイおよび小説での描写を見る限り、本人達も満更ではない様子である。さらに新しく仲間に加わった精霊使いの軽戦士エキューからも、エルフの血を引き、尖り耳を持つため積極的に言い寄られているが、エキューについては節操の無い態度に辟易しており、まともに相手にはしていない。
リプレイ開始時の所持金の極度な少なさから、とにかく貧乏性で小金に拘る性格という設定になった。また冒険者になる以前、ノリスの父親と出会ったのがきっかけで、共通語魔法（コモン・ルーン）の1つである発火の魔法「ティンダー」に執着するようになった。この性格に付け込まれ、マルチ商法まがいの詐欺に遭い、以後は、これをネタにヒースからたびたびからかわれた。ただしそれ以外では、パーティ内では常識的な人物である。女性同士ということからかイリーナと仲が良く、ヒースの傍若無人な言動に対して一緒に突っ込むことが多い。リプレイ後半では、腐女子的な一面ものぞかせている。
精霊使いとしては天才的な資質を持っており、通常は1年以上かかる精霊の制御の基礎訓練を全く行わず、怒りの感情の爆発だけで精霊魔法のコツを掴んでしまった。ただし、通常の精霊使いが修行の間に習得しているはずの基礎知識を欠いているなど、偏りがある。このためか同じ精霊使いであるエキューが仲間になった後は、自らの精霊使いとしての実力にしばしば悩んでいた。
名前の由来は「マウナケア火山」と「ガジュマル」から。挿絵ではほぼ毎回髪型が異なっている。さらに後半では胸が強調されるようになった。挿絵を担当した浜田よしかづの話では、これはパーティ内のもう1人の女性、イリーナとの差別化をはかるためであったとのこと。
ガルガド
戦神マイリーに仕えるドワーフの神官戦士。リプレイ開始時の年齢は36歳と、ドワーフとしては若僧である。本人の話によると、以前は血気盛んなところもあったというが、外見・内面ともに落ち着き老成した雰囲気を持つ。出身や家族構成、神殿に入った事情などは作中で語られなかったため不明である。オーファンの刑法に通じており、冒険の心得もある。偶然知り合った駆け出し冒険者イリーナ達のあまりの素人ぶりが放って置けず、これを「彼らを一人前に鍛え上げよ」というマイリーの試練だろうと考え、彼らの仲間になった。その落ち着いた言動と、プリーストとしての支援能力から、暴走しがちなパーティの押さえ役・縁の下の力持ちとして振る舞い、ヒースからは「おやっさん」と呼ばれるなど、仲間達から非常に頼りにされている。
冒険開始時は仲間達の未熟さに常に振り回され、気苦労が絶えなかった。特に盗賊であるノリスには、あまりのへっぽこぶりから彼をクソガキ呼ばわりし、優秀な盗賊とのトレードを半ば本気で考えたりもしていた。しかしノリスが一念発起して、自分を鍛えるため1人で旅に出ようとすると、彼の成長を助けるため、パーティを離れ、彼と旅をする決断をした。その際、知り合いであるバスを代わりのシーフとしてパーティに紹介した。その後はノリスと2人で各地を巡ったものの、ある陰謀に巻き込まれ、紆余曲折を経てパーティに復帰した。
ただし、実際のプレイヤーは駄洒落好きだと後に明かされている。キャラクターのイメージにそぐわないため、作中では省略されたが、度々その種の発言があったようである。プレイヤーの駄洒落好きは、リプレイ最終巻でガルガドのプレイヤーがクラウスを動かしていた時に垣間見える。
ノリス・ウェストイック
祈祷や占い、薬の調合などで生計を立ててきた呪術士（ウィッチドクター）の出身から、精霊魔法を操る盗賊の少年。天性のトラブルメーカで、パーティきってのへっぽこぶりを示す。特技は女装で、女装時はノリーナと呼ばれる場合がある。
第4巻にてダイス目が振るわず死亡したものの、ガルガドのつてで復活した。
エキュー
傭兵を両親に持ち、自らも6歳から15歳までを傭兵として過ごした戦士兼精霊使いの少年。パーティ主戦力であるイリーナとは正反対の軽戦士タイプで、器用度・敏捷度・知力に優れ、筋力は13と平均よりやや低い。幼少時にエルフの女性であるシルヴァーナに出会ってから、重度のエルフ好きとなり、自らもエルフに近付くべくシャーマン技能を強化している。リプレイ第4巻で死亡したノリス復活の費用のため、所持金の全てを失ったマウナ達へっぽこーずの窮状を見かねて仲間に加わった。リプレイ参加後は、シャーマン技能をひたすら伸ばし、武器である槍と精霊魔法を併用して戦う。
親子関係を隠すため、両親を名前で呼ぶほどのシビアな環境で育った影響から、乾いた死生観を持ち、戦闘時には冷静で的確な判断を下す。他人を疑い過ぎる節もあり、自分達を訪ねてきた子供の顔を問答無用でつねったことがある。冷徹な性格の一方で、異常ともいえるエルフ、特にその尖った耳に過剰な愛情を注ぎ、エルフ（ダークエルフを含む）やハーフエルフが絡むと冷静さを失う。仲間であるハーフエルフのマウナには、たびたび求愛しているが、尖り耳なら誰でも良いと言わんばかりの普段の言動から、ほとんど相手にされていない。マウナの恋人候補であるクラウスを一方的にライバル視しているが、自身の言動のせいで大きく水をあけられている。またプレイヤーも認めているが、ヒースとは性格が合わないらしく、彼に対する態度はかなり冷たい。ただし性格が合わない相手でもやり遂げた仕事は評価し、クラウスがレッサー・バンパイアに襲われたレイカの村人を避難させたり、ヒースが死亡したイリーナ復活のために奔走した時には、彼らをきちんと労っている。
コミック版ではだいぶ円い性格にされており、ヒースとも特に反目してはいない。また、たびたび女装させられ、その際にはエキューナとも呼ばれる。
名前の由来は『カルバニア物語』の女主人公、エキュー・タンタロットから。
バス
45歳のドワーフながら、盗賊兼吟遊詩人兼神官と様々な技能を有する。パーティーを抜けたノリスの代わりとして、ガルガドから紹介され、へっぽこーずに加入した。その際の名目は「優秀な盗賊」としてである。しかしドワーフは一般的に敏捷度と知力に乏しく、これらの能力が高い方が有利な盗賊であるドワーフは珍しい。バスの盗賊としての能力は脱退前のノリスと大差ないものの、吟遊詩人（バード）の技能で簡単に金を稼げるため、パーティーの金づるとして受け入れられた。
芸術神ヴェーナーを信仰し、自分は盗賊ではなくアーティストだと公言する。飄々とした性格で、いざという時は「歌に残すために私1人でも逃げ延びる」という、やや傍観者的立場を取る場合もある。戦闘時にはバードの特技である呪歌を大いに活用し、パーティのサポート的な立場に立つことが多い。時には裏技的な戦法を提案してGMの思惑を外すなど、戦術的に鋭い指摘も見られる。
前述の通り、ガルガドの紹介でパーティに入ったので、ガルガドとは何らかの関わりがあると思われるものの、2人が知り合った経緯は不明である。パーティに加わる以前の過去については、本人が多く語らないのをモットーとしているため、あまりよく知られていない。小説版での本人の告白によると、冒険者になる前は、悪党達と盗みや詐欺を働いていたらしい。その後足を洗って冒険者となったが、ある遺跡の探検で自分1人を残して仲間が全滅してしまった。その時「戦いで散りゆく仲間たちの姿を語り継がねばならない」という使命から、ヴェーナーの啓示を受け、もっぱら悲劇の歌を作る芸術家となったという。しかし、とぼけたところがある男だけに、どこまで真実かは不明である。現在は「ファリスの猛女」ことイリーナの英雄譚を語り継ぐことを、自らの生き甲斐としている。

### その他の登場人物
特に注記されていない者は、全てNPCである。

#### オーファン
《青い小鳩亭》
へっぽこーずが第0話から拠点にしているオーファンの冒険者の宿。通称《小鳩亭》。ガーディ、シャナという老夫婦が経営する。店名が明かされたのは、リプレイ4巻第12話である。早い段階から、店一番の腕利きはへっぽこーずであるとされる。
マウナが当初から養女計画を公言していたが、リプレイ4巻終了時に念願通り、子供のいない夫妻の養女となった。マウナが養女となって以降は、食事は安いがツケが効かず、支払いにうるさいという評判である。
へっぽこーずの関わる事件に巻き込まれる形で何度か被害を受けており、リプレイ9巻では放火に遭って全焼した。それでもへっぽこーずへの紹介料で潤っていたため、何とかなる程度だったらしい。最終的にはリジャール王からの報酬の1つとして《青い小鳩亭》再建資金全額が入り、本編終了後の特別編リプレイ「仄明るい水の底から」では無事再建されている。
ガーディ
《青い小鳩亭》の主人、元冒険者（戦士）。子供がおらず、当初は甥のクラウスを跡継ぎにしようと考えていた。
かつてのパーティの面々とも未だに交流を持っており、老齢で亡くなった者の形見分けを行った際に、危険な魔法の品を発動させたせいで、その場にいた誰かがデュラハンに1年後の死の宣告を受けた。死の宣告の際にデュラハンを取り逃がしたため、死を避けるには1年後に必ず現れるデュラハンを倒すしかなく、その決戦に死を覚悟して臨んだ。
シャナ
ガーディの妻。マウナ達へっぽこーずに心優しく接するが、その実お小遣い並の安い給料でマウナをウェイトレスとして雇っていたり、へっぽこーずへの紹介料で潤っていることなどが明らかになり、ヒースにはラスボス扱いされた。マウナを養女に迎えてからは、彼女に店の営業の仕方を教えている。小鳩亭が全焼した後も、めげずに焼け跡で《青空小鳩亭》として営業を続けるなど、非常に商魂たくましい人物。
クラウス・フォーゲル
ガーディ、シャナ夫妻の甥。平均的な能力を持つ優秀な戦士であり、ガーディ夫妻が巻き込まれた事件の依頼人として、へっこぽーずと知り合った。その後も冒険者として幾つかのパーティを渡り歩き、結果としてレッサー・バンパイア事件に巻き込まれたレイカ村を救った。
ヒースが率先してマウナとくっつけようとしているが、本人としても満更ではないようで、短編小説ではマウナに指輪を贈った。最終話終了後は《青い小鳩亭》にしばらく滞在することが決まった。
サニー・パルミュール
《青い小鳩亭》にベースを置く新米冒険者。あるアクシデントをへっぽこーずに助けられた。実は彼の父もへっぽこーずに関わりを持つ人物だったことが、小説版において明かされた。
ヒースの周囲にいる動物
ジェイミー
ヒースの購入した荷馬。ヒースが動物好きのため、魔術師ギルドで大事に飼われている。初登場の頃はイリーナ達の5人目の仲間扱いされていた。
フレディ
ヒースの使い魔のカラス。雛鳥だった時、巣から落ちていたところをヒースに拾われ、後に使い魔になった。長らく可愛がられていたものの、最終決戦において戦死した。ヒースはフレディの死を大いに悼み、魔術師ギルドの片隅に墓を作り、しばらくの間は使い魔を持たないと宣言するほどであった。なおジェイミーやフレディ、ヒースクリフのネーミングは実在のメジャーリーガーから取られている。
BB1号
BBシリーズ第1号。夕食用に狩ってきたウサギの骨で作ったサーバントに、兎の皮をかぶせた魔法生物。小粋なステップを踏むのが特徴。見た目が愛らしく小さいので魔術師ギルドに持ち帰られ、ヒースの自室で踊っている。顔の無いクランズ事件において、ヒースが自室を有するハーフェン分校が戦場になった際には、腐ってもボーンサーバントと、壁役として運用された。
BB2号
クマのボーンサーバント。冒険を終えて街へ戻る際に、体格が大き過ぎるため、泣く泣く解体した。
狼
ドラマCDにのみ登場し、ドラマ第1話で初登場した。まだ仔の頃で、森で毒蛇（バイパー）に襲われていたところを、フランツの依頼で食材採取に来ていたへっぽこーずに助けられた。
ヒースに懐き「リジャール」という、オーファン王と同じ名前を付けられた。ヒースとさんざんじゃれ合い、ヒースを噛みまくって血だらけにした。ヒースはファンの街に連れ帰ろうとしたが、親に呼ばれたらしく、一旦別れて森に留まった。
ドラマ第2話では、大きく成長して狼の群れのリーダーとなり、ハーフェンの依頼で廃屋の調査のために再び同じ森を訪れて、図らずも多数のモンスターに襲われて危機に陥ったへっぽこーずを、配下の狼たちと共に助けて恩返しを果たす。
へっぽこーずの親族・友人
キリング・フォウリー
イリーナの父でファリス神官。オーファンの首都ファンの小さなファリス神殿を預かる身だが、病に倒れて一家ともども生活苦に陥り、イリーナが冒険に出るきっかけを作った。リプレイでは単に寝たきりというだけで、病名やその経緯について特に触れられてはいなかったが、小説では石皮病（ストーンスキン。身体が徐々に石化する奇病）にかかり自分自身への病気治療の呪文（キュア・ディジーズ）に失敗してしまったと解説されている。
エリーゼ・フォウリー
イリーナとクリスの母親。ファリス神殿の長の娘として産まれ、ヒースの母親とは同郷の友人であった。聖戦士として各地を冒険していたキリングの求婚を受け、初めの頃は叩き出していたが、最後には彼と結婚した。
クリストファー・フォウリー（クリス）
イリーナの兄。リプレイには登場せず、小説版にのみ登場する。別のソード・ワールド短編集『許されし偽り』の主人公として既に登場しており、同姓でファリス神官であるイリーナとの関係はリプレイ当初から読者に指摘されていた。乱暴者で一般的なファリス信者にあるまじき素行の悪さを重ね、ついにある事件によって、父親から勘当され、現在は冒険者として各地を放浪している。黒い鎧を愛用し、神聖魔法で呪縛したインプをいつも連れ歩いているため、ファリスではなく暗黒神ファラリスの神官だと誤解されることもある。そうした破戒行為に見える数々の行動には彼なりの信仰上の理由があり、神聖魔法を使えることからファリス神から認められているようである。
アリステア・セイバーヘーゲン（アリス）
ヒースの姉で、セイバーヘーゲン家の長女。小説版にのみ登場する。非常に気が強い性格で、クリスのことを「黒い不燃ゴミ」呼ばわりする。かつてクリスから指輪を贈られたことがあり、彼を意識していたこともあったらしいが、その気持ちに答えることなくクリスが勘当されてオーファンを出奔してしまったことに憤慨していた。現在は「気になるヤツなんていないし、そういうヤツを待っているなんてこともない」と言っているが、本心からそう思っているかは不明。
メリーヌ・ウェストイック
ノリスの祖母。ノリスの成長を見届けるためにオーファンへやってきたことがある。
ゼクス・ウェストイック
ノリスの父。冒険者であり、仲間が居るらしい。マウナが精霊使いとしての道を歩むきっかけとなった人物。マウナがコモン・ルーンに執着するようになったのは、彼が「ティンダー」を持っていたため。
オズ
エキューの母。小説版でのみ登場する。「剣折りのオズ」とも呼ばれ、赤い髪をした美しい外見からは想像もつかない凄腕の傭兵である。
ドビィ
エキューの父。小説版でのみ登場する。剣のコレクションをこよなく愛し「千の剣のドビィ」とも呼ばれる。一応凄腕の傭兵であるらしい。なお、オズの話の中で出てくるドビィがオランで話しかけた剣を持った少女は、バブリーズのレジィナであると彼らが出てくる短編を書いた、柘植めぐみが発言した。
アネット
イリーナの幼馴染の少女で、ファリスの平信者。初登場はリプレイ第2巻で、マウナと同じマルチ商法に引っかかってしまったが、この時には名前は付けられておらず、イリーナと特別親しいという描写もなかった。小説版ではイリーナに対して秘かに抱いていた嫉妬心に付け込まれ、ファラリス神官の精神が宿った魔法の鏡に意識を支配されてしまう。
オーファンの民
フランツ
ファンの街のレストラン《うなずく小鳥亭》を営むオーナーシェフ。やや貧相な印象の容姿をしている。ひょんなことからライバル店のシェフと料理勝負をすることになり、へっぽこーずには食材調達の旅の護衛を依頼した。後のエピソードでは協力者として再登場する。
カレン
オーファンに住む少女。父親は売れない画家で、結婚を許されなかったため、両親が駆け落ちして実家を出ていた。このため資産家の祖父との交流は希薄だった。しかし、その祖父の死により、父が遺産を相続することとなった。昔は冒険者だった祖父の遺品の家財整理と、相続にまつわるトラブルの解決をへっぽこーずに依頼した。お金持ちであるため、ヒースに目を付けられてフィアンセ呼ばわりされていた。
リプレイ第1巻で登場した依頼人の1人に過ぎないものの、後に再び依頼を持ってきたり、窮地に陥った小鳩亭に協力を申し出たりと、へっぽこーずの面々との交流が多い。ノリスやガルガドは後に彼女から魔法の武器・防具を「お友だち価格で」購入した。
ゼーン
薬草に詳しく、ファン周辺を巡回して薬草を仕入れたり売ったりしている行商人である。側面に緑地にピンク色で「さまよえるゼーンの店」と書き、後部に幟を立てた特徴的な馬車を使う。へっぽこーずに偽の依頼をして罠にはめる道具として、密猟団に馬車を強奪されてしまった。後にクランズらに重傷を負わされたガルガドを発見し、治療した。
ブルス
オーファン近郊のグードンという鉱山都市に住む、ドワーフの鍛冶の名工。しかし一時期、力量に見合わない鍛冶屋なら誰でもできるような仕事に嫌気が差し、自堕落になっていた。ただ、とある事件をきっかけに、特殊な武器も作れる鍛冶屋として復帰した。現在はマイリー神殿からの依頼仕事の傍らで、趣味としてイリーナの武器を引き受けて製造している。
リノン
コミック版で登場したイリーナと同年代の少女。冒険者として活躍するイリーナに憧れて弟子入りを志願し、イリーナとの剣術試合で1本取ることを弟子入りの条件とされた。結局イリーナには太刀打ちできず弟子入りできなかったものの、めげずにファリス神殿に神官見習いとしてイリーナの傍にいることを選んだ。
アルトン
ファンにある超高級レストラン《歌う鍋亭》の料理長。恰幅がよく、裕福さを感じさせる外観。フランツと料理勝負をすることになり、へっぽこーずにはフランツの店の食材調査を依頼したが、最終的には断られた。
本名よりも、通称の「ムッシュ」の方が、通りがよい。
ターシャスの森
チビーナ
以下ロリーナまで、イリーナが血を分け与えて誕生したアルラウネである。3人とも名付け親はヒース。名前の由来は「デケーナ（=イリーナ）の小型版」ということから。コミック等ではアルラウネーズと呼ばれる。ターシャスの森にあるマンドレイクの群生地に住んでいるが、チビーナは密猟団「金目の猫」と関わる事件でイリーナ達に協力を頼みにファンを訪れ、以後もコミック版も含めファンにやって来ていることから、3姉妹の仲でへっぽこーずと一番交流がある。アルラウネ達はイリーナをママとして慕うだけでなく、イリーナの幼少時と瓜二つであるため、チビーナがファンを訪れる際は例外なく騒動の種になっていた。
プチーナ
「顔の無いクランズ」に関わる事件で、チビーナとは別行動を取っていたアルラウネ。ヤスガルン山脈で「こわいもの」を見て転進していたところをヒースが発見し回収された。その後はチビーナと合流し、まとめてゲストPC扱いになった。対人経験の不足からか、プチーナはチビーナと比べると人見知りする恥ずかしがり屋さんとのこと。リプレイ第10巻ではチビーナとプチーナの2人はゲストPCとなったが、その際エキューのプレイヤーが演じたため、エキューに色々吹き込まれてクラウスを嫌っているという設定になった。最終決戦では残されたロリーナを案じ、へっぽこーずと分かれてターシャスの森に帰った。
ロリーナ
リプレイ本編では登場しなかった、もう1人のアルラウネ。事件の際はターシャスの森で待機していた。コミック等では登場することがある。なお、あんまりな名前に名付け親であるヒース自身も「最悪な名前」と発言した。
本編終了後の特別編リプレイ「仄明るい水の底から」で登場した。遺跡の宝物庫の守護者として繋がれていた巨人（ヘカトンケイレス）を助けようとしていた際に、偶々探検に来たへっぽこーずと対面する。イリーナの思い込みの激しい部分を強く受け継いでいる上、他の姉妹2人から「ままは強くてファリスの加護を受けた正義の人」というイメージを刷り込まれている。そのためヘカトンケイレスの持つ魔法のグレートソードに目がくらんで戦いを仕掛け、1ラウンドで返り討ちにされたイリーナを偽者と決めつけ、母親と認めようとはしなかった。
レン
古代魔法王国期の魔術師デーヴィスが制作したホムンクルス。特に名前は無かったようで、命名はヒースによる。ずっと眠っていたために年齢は高いが子供っぽく、おだてに弱いところがあり、当初はヒースに「お兄様」と呼ばれていた。子供好きで動物好きで、下位古代語が喋れるヒースとは馬が合う。へっぽこーずと関わった事件解決後は「デーヴィスの塔」のガイドとして魔術師ギルドの人々と交流を深めていた。後にデーヴィスの塔が事件に巻き込まれたため、ヒースなどと再会した。
シルヴァーナ
エキューがエルフフェチになった原因であるエルフ。自称「村で最も人間社会に慣れた」エルフだが、実際はエルフの中でも特におっとりした性格である。オーファンへ仕事の依頼にやってきた。エキューは初恋の人として彼女に想いを寄せているが、当人は人間であるエキューを愛玩動物のように考えているフシがあり、再会時には、エルフに比べて極めて早い速度で成長したエキューに気付かず、更にエキューが加勢してくれるとなると「弟か愛犬を抱きしめる」ように彼に抱きついた。
ヘケーナ
リプレイ本編終了後に発表された特別編リプレイ「仄明るい水の底から」で登場した12本の腕を持つ巨人族ヘカトンケイレス。必要筋力25の魔法のグレートソードを含む6つの武器を同時に操り、戦神マイリーの神聖魔法も扱える。遺跡の宝物庫で守護者として繋がれていたが、へっぽこーずの協力で外に脱出し、その後は変身の魔法カードでイリーナそっくりに姿を変えてアルラウネ姉妹と一緒に住むことになる。名付け親はマウナだが、そのネーミングセンスにはヒースとイリーナが抗議していた。
魔術師ギルド
ハーフェン
オーファン魔術師ギルドの導師であり、ヒースの担当教師。初登場はリプレイ第2巻だが、本格的に登場したのは第5巻から。当初はヒースの傍若無人な態度に対し、密かに青筋を立てていたり、依頼の失敗を叱責するような場面もあったが、その後は「仏のハーフェン」と呼ばれ、弟子であるヒースから呼び捨てにされたり、罵倒されたりしても、平然とそれを許すほど、極端に温厚かつ無私で度量の広い人物という設定になった。
ファン王国時代から続く名門の出身だが、友人の借金で保証人になったため家財を失った。その際に、妻には逃げられた。下級の導師であった頃、フィールドワークで森を調査中、ゴブリンの群れに襲われ、大怪我をしたところを、子供だったヒースに助けられた。セイバーヘーゲン家で治療を受けている間に、ヒースに魔術の才能を見出し、彼を特待生として魔術師ギルドに連れてきた。その後も陰謀によって陥れられかけた時、弟子であるヒースや娘であるリーシャ達の活躍で再び救われている。
上司であるカーウェスやラヴェルナのような華々しい業績や発見こそ無いものの、魔術師としても教師としても優秀であり、真面目で堅実な人柄から、魔術師ギルドの実務を支える有力な導師となっている。ヒースのおかげで気苦労が絶えない日々を送っているが、彼を「自慢の弟子」と言ったこともあるように、ヒースの隠れた本質である善良さを見抜いている数少ない人物の1人である。オーファンとファンドリアの水面下の抗争にヒースが関わった時には、本気で彼のことを心配していた。ヒースの方も、うわべの横柄な態度とは裏腹に、師匠であるハーフェンを慕っていて、文句を言いながらも気を遣うことが多い。
ハーフェンに関する描写によって、ソード・ワールドの世界で魔術師ギルドの導師がいかなる地位にあるかが具体的に描写された。
リーシャ
ハーフェンの一人娘。小説版にのみ登場する。父親のハーフェンと同じく魔術師としてギルドで勉強していた。気丈な性格で、最年少の特待生ということでいじめに遭っていた年少のヒースを守ってやったこともあり、ヒースの初恋の相手となる。父親が陰謀で陥れられた時は、ヒース、イリーナ、クリスの協力で救い出すことに成功した。後にオランの賢者の学院に留学し、そこで知り合った男性と結婚した。
ケネス
ヤスガルンの山間にあるレイカ村に住む11歳の少年。聡明な子供で、村に住んでいた老魔術師から勉強を教わり、下位古代語の読み書きもできる。後にヒースの紹介で特待生として魔術師ギルドに入学する。
アイラ
『魔法戦士リウイ』に登場するヒロインの1人で、お金持ち。ヒースが憧れているものの、彼女にとってみればヒースの顔を覚えているかいないか、といった程度に過ぎない。へっぽこーず初仕事の依頼人である。
リウイ
『魔法戦士リウイ』の主人公。ヒースが一方的にライバル視している。作中はチラリと登場した程度。リウイがヒースをどう思っているのか、そもそも知っているのか、全く描写はない。
盗賊ギルド
キティ
盗賊ギルド所属の少女。ノリスが盗賊ギルドへ年会費を納めていなかったため、その代わりとして任務を強制された際に、任務に同行した。ノリスよりも酷い足手まといぶりを見せ付けたが、実は秘密のある人物。
ミレル
『魔法戦士リウイ』のヒロインの1人で盗賊の少女。顔見せ程度に登場し、ノリスに突っ込みを入れた。
オーファン王国関係者
フラボノ
へっぽこーずが密猟団「金目の猫」から保護したラムリアースの聖獣ユニコーンを、ラムリアースに返還する際の使節としてオーファン王宮から派遣された人物。気弱なところがあるものの、誠実な人物。
ディーター
オーファンの騎士団の1つ「銀の弓」の団長。へっぽこーずに王宮からの依頼を伝えに来た。
リジャール
オーファンの王。元は冒険者で、1代にして王国を築いた英雄である。
ラヴェルナ・ルーシェン
オーファン王宮魔術師。ローンダミスの妻。第10巻冒頭にて登場したNPCだが、へっぽこーずがその後2手に分かれて行動したため、その一方で臨時のPCとして使用される。PC時には怠惰にも近いけだるさと高飛車さが強調され、イリーナに「思わずグレソで突っ込みたくなる」と言わしめるほどであった。どのPCを担当していたプレイヤーが使ったのか記載されてはいないが、その振る舞いと周囲（特にイリーナとマウナ）の反応によって誰なのかが仄めかされている。
ローンダミス
オーファン王国の近衛騎士団長。ラヴェルナの夫。ラヴェルナと同じくNPCだが臨時のPCとして使用される。NPC時では威厳のある態度が描写されていたが、PC時には担当プレイヤーとヒースの悪乗りで恐妻家ぶりが強調され、ラヴェルナと別行動であるのを良いことに「イイ店」に行こうとしたり、ハーピー達との酒池肉林を目論んだりと暴走し続けた。次シナリオの冒頭では、顔にライトニングバインドの跡らしい網目の傷を付けて登場しており、前述の不埒な振る舞いを妻に知られたことが仄めかされている。
エルンスト・パルミュール
小説に登場したオーファンの役人。へっぽこーずからは「エルルン」呼ばわりされる。旧ファンでは名門貴族であったが、実力主義をとるオーファンの新体制下では冷遇されていると感じ、鬱屈する日々を送っていた。だが、へっぽこーずに関わったことをきっかけに、心機一転する。新米冒険者サニーの父であり、サニーが冒険者に憧れるようになった原因は、エルンストがへっぽこの話をサニーに話したからである。
クルーエル
小説に登場したオーファン貴族。エルンストを甘言で騙し、真実を伝えずに操っていた。へっぽこーず参入前のエキューを雇っていた。
その他
ヤムヤル
ヤスガルンの洞窟を守護する竜司祭。全身に特徴的な刺青のある20代前半の筋骨たくましい男。大怪我を負って倒れていたところ、通りかかったレイカ村の狩人に拾われ保護されたが、それまでの記憶を喪失していた。イリーナと模擬戦をして勝利したため、ヒースから一時的な名称として、「デケーナ（=イリーナ）を凌ぐ」という意味でスゲーナと名付けられた。自分より強い相手と戦いたいという欲求が強く、バンパイアであるミシェイルとの戦いには最終まで参戦した。竜を目指す野生児であり、またリジャール王が竜殺しであるため、ファンの街中に入るのは苦手。イリーナ達との決闘に敗北してレベルが上がったので、ヒースからは戦闘民族呼ばわりされた。
小説版では彼の故郷と身内が登場する。

#### ラムリアース
森林衛視隊
レイナス
密猟団「金目の猫」に捕らわれていたが、へっぽこーずの手で解放されたユニコーンである。衰弱していたためにしばらくの間オーファン王宮内で保護された後、ラムリアースに返還されることが決まり、事情を知る者としてへっぽこーずが護衛を務めた。なお、ユニコーンの常として「処女しか近づくことを許さない」ため、王宮では彼が保護されている間、世話をする侍女の処女・非処女判定装置と化し、スキャンダルの元になった…という妄想がぺっぽこーず男性メンバーで繰り広げられた。
ルーシィ・ザイオン
レイナスのパートナーの「乙女」。実家は貴族（子爵）で、お金持ちでもあるため、ヒースに狙われた。兄が2人と姉（フローラ）がいる。
ロディ
衛視隊の隊長。レイナス受け取りの担当だったが、アルミンらの陰謀により危機に陥る。
ザイオン家関係者
フローラ・ザイオン
ルーシィの姉で、20歳。婚約が最近なされた。
ランディール
フローラのかつての恋人。内乱により没落した元貴族で、魔術師ギルドで学んだ経験を活かし、現在は駆け出しの冒険者になっている。誠実だが、やや女性心理に疎い。
セドリック・マーカス
フローラの婚約相手。実家はかなり高い家柄の貴族（伯爵）だが、現在は落ち目で、政略結婚としてザイオン子爵家との縁組がなされた。本人は誠実で学者肌の好青年で、ランディールも「アイツはいいヤツだから」と発言した。ヒースの傍若無人な言動にも、にこやかに付き合うなど、度量の大きい人物である。
ザイオン子爵
ルーシィとフローラの父。内戦でフレアホーン派に味方したため羽振りが良く、爵位は高くないものの資金力は強い。昔の恋人を忘れられない長女を案じてある行動を起こした結果、娘をさらに傷つけた上、隣国の使節随行員であるマウナとイリーナの窃盗疑惑に発展し、かえって面倒な事態を引き起こした。悪意で行動する人物ではないものの、劇中を見る限りでは短慮さが目立つ。
その他
アルミン
導師級の古代語魔法を習得した魔術師。しかしラムリアースの賢者の学院にあっては、彼ですら低位の存在に過ぎない。危険な人体実験を行ったため、学院を追放された。GMが度々物騒な言動を取るヒースへのペナルティーとして登場させた人物で、性格がヒースと人情的な面を除いて酷似している。
本作に登場したノンプレイヤー・キャラクターのうちでは人気が高く、後に短編小説や後続のリプレイにも登場した。ソード・ワールドRPGリプレイxSに登場した際には、肉体改造魔術を扱う秘密結社「THEM」のメンバーであるとされた。
ジャギー
ラムリアース賢者の学院の落ちこぼれ魔術師。アルミンの悪行に加担した。
クレメンテ
ラムリアースの賢者の学院の導師で、アルミンの担当教官。後に発表された短編小説で名前が判明した。
一般人を人体実験の犠牲にしたアルミンの処理を内内で済まして自分は保身した上に、騙されて資料筆写を手伝わされていただけの妹弟子に責任を負い被せて追放したなど、利己的な面が目立つ。

#### ファンドリア
顔のないクランズ
ファンドリアの特殊工作部隊。一般人を含む隊商の形で各地を旅して活動を行う。とあるマジックアイテムを駆使して暗躍を続けていたかなり高レベルの工作部隊であり、影響力も高く、後期ヘッポコーズ因縁の敵として幾度と無く立ちふさがった。
その活躍からか、後のワールドガイド等ではファンドリアで名の知れた腕利きの工作部隊とされた。
クランズ
「顔のないクランズ」のリーダー。目的のためには手段を選ばない狡猾さを持ち、ヘッポコーズを追い詰めて行く。戦力的に劣勢になりながらも、PCを社会的に抹殺しようとした珍しい敵役である。
ジーニアス
ファン王国南部出身。ファン魔術師ギルドにおいて将来を嘱望された3人の秀才「ファン三才」の中の1人。失われた古代語魔法の呪文を習得するなど魔術師としての素質は豊かで、次期最高導師と目されていた。しかしリジャールによってオーファン王国が建国されると彼の仲間にして腹心ともいうべきカーウェスが彼らを飛び越える形で最高導師に就任した。これに不満を持ったジーニアスは、今はファンドリア王国の領土となった故郷に帰り、ファンドリア魔術師ギルドに入会して次席導師の地位を得た。しかし似たような経歴の持ち主ながら、一般市民の教育を重視する学院長ターレントとは反りが合わず、独自に私塾グライムラー魔法塾を創立して魔術師の育成に励む。

## 作品一覧

### 新ソード・ワールドRPGリプレイ集
1. 『進め!未来の大英雄』 ISBN 978-4829143674
2. 『つかめ!明日の大勝利』 ISBN 978-4829143681
3. 『目指せ!奇跡の大団円』 ISBN 978-4829143711
4. 『狙え!魅惑の大出世』 ISBN 978-4829143728
5. 『決めろ!最後の大逆転』 ISBN 978-4829143759
6. 『賭けろ!世紀の大勝負』 ISBN 978-4829143841
7. 『走れ!神秘の大森林』 ISBN 978-4829143889
8. 『救え!かつての大親友』 ISBN 978-4829143964
9. 『挑め!捨身の大決戦』 ISBN 978-4829144534
10. 『名乗れ!今こそ大英雄』 ISBN 978-4829144596

（以上、富士見書房・富士見ドラゴンブック）

### 新ソード・ワールドRPGリプレイ集ガイドブック
- 『明かせ!へっぽこ大冒険』 （富士見書房・富士見ドラゴンブック） ISBN 978-4829144701
  - リプレイ「瀬戸際の花嫁」収録

### 小説 ソード・ワールド・ノベル
- 『へっぽこ冒険者と眠る白嶺』  ISBN 978-4829116487
- 『輝け!へっぽこ冒険譚 1』  ISBN 978-4829118405
- 『輝け!へっぽこ冒険譚 2』  ISBN 978-4829119457
- 『輝け!へっぽこ冒険譚 3』  ISBN 978-4829132623

（いずれも、秋田みやび・著）

### 小説 ソード・ワールド短編集
- 『集え!へっぽこ冒険者たち』  ISBN 978-4829114438
  - 江川晃「神官戦士の憂鬱」
  - 秋田みやび「幸せにいたる道」
  - 北沢慶「グレートソードは筋肉娘の夢を見るか」
  - 西奥隆起「ノリスは踊る」
  - 清松みゆき「ゆく人くる人」
- 『踊れ!へっぽこ大祭典』  ISBN 978-4829115862
  - 清松みゆき「10％の偽情報」
  - 柘植めぐみ「恋人はさんざん苦労す」
  - 北沢慶「ファリス様がみてる!?」
  - 篠谷志乃「シャーマン・イン・ザ・ダーク」
  - 秋田みやび「友という名のもとに」
- 篠谷志乃「狙われたヘッポコーズ」

『狙われたヘッポコーズ』所収  ISBN 978-4829116272
- 篠谷志乃「へっぽこ冒険者とイオドの宝」

『へっぽこ冒険者とイオドの宝』所収  ISBN 978-4829116906
- 秋田みやび「へっぽこ冒険者と緑の蔭」

『へっぽこ冒険者と緑の蔭』所収  ISBN 978-4829117378
（以上、いずれも富士見書房・富士見ファンタジア文庫）
- 単行本未収録ノベル
  - 「亜麻色の髪のトドメ」 - 『ファンタジアバトルロイヤル』 2006年Autumn号

### コミック ソード・ワールド
1. 『突撃!へっぽこ冒険隊』 ISBN 4-04-712413-3
2. 『突撃!へっぽこ冒険隊 できたて』[1] ISBN 978-4-04-712488-2

（浜田よしかづ・著）

### ドラマCD ソード・ワールド　へっぽこーずドラマCD
- 『語れ!へっぽこ冒険ロード』 FCCN-0027
  - 第1話 「森の中の調理人」（前・後編）
  - 第2話 「ダンス・ウィズ・モンスターズ」（前・後編）
  - リプレイ「仄明るい水の底から」 - 初回特装版に同梱のブックレット「紡げ!へっぽこ大宝典」所収

## ドラマCD
- 製作:フロンティアワークス
- 脚本:白瀧由裕
- 脚本監修:秋田みやび
- 演出:関根奈美
- 声の出演
  - イリーナ・フォウリー - 堀江由衣
  - ヒースクリフ・セイバーヘーゲン - 子安武人
  - マウナ・ガジュマ - 折笠富美子
  - ガルガド - 石井康嗣
  - ノリス・ウェストイック - 皆川純子
  - エキュー - 成瀬誠
  - バス - 大川透
  - チビーナ - 金田朋子
  - ハーフェン - 堀内賢雄
  - フランツ - 伊井篤史
  - 子狼 - 重松朋
  - 狼 - 萩野晴朗
  - GM（ナレーション） - 久川綾